# Xã East Des Moines, Quận Mahaska, Iowa
Xã East Des Moines (tiếng Anh: East Des Moines Township) là một xã thuộc quận Mahaska, tiểu bang Iowa, Hoa Kỳ. Năm 2010, dân số của xã này là 273 người.